# Met hart en ziel (NCRV)
Met hart en ziel was een televisieprogramma van de Nederlandse publieke omroeporganisatie NCRV.
Elke zondagochtend ontmoette een presentator mensen en projecten binnen en buiten de PKN die hun geloof op aansprekende wijze concreet maken. Elke dinsdagmiddag om 16.45 uur was de herhaling te zien op NPO 2. Op 8 juni 2019 was er een registratie van een pinksterviering in de Broerekerk in Bolsward te zien, met medewerking van Stef Bos en Brainpower.
Op 13 februari 2021 werd er met een laatste uitzending een compilatie uitgezonden van hoogtepunten uit zes seizoenen. Opvolger werd het programma Petrus in het land.